# Ivirgarzama
Ivirgarzama è una città della Bolivia situata nel Dipartimento di Cochabamba, nel municipio di Puerto Villarroel, provincia di Carrasco, capoluogo del cantone di Ivirgarzama. Al censimento del 2001 risultava popolata da 6 366 abitanti.